# Johny Johny Yes Papa
Johny Johny Yes Papa è una filastrocca in lingua inglese. La canzone parla di un bambino di nome Johny che viene sorpreso dal padre mentre è intento a mangiare dello zucchero. Di Johny Johny Yes Papa esistono molte varianti.

## Storia
Secondo quanto asserisce la ricercatrice statunitense Jessica Wilson in un suo libro del 1989, Johny Johny Yes Papa veniva cantata in Kenya durante gli anni ottanta. Nonostante ciò, stando a una dichiarazione del 2018 dell'indiano Vinoth Chandar, CEO di ChuChu TV, la canzone si poteva considerare abbastanza vecchia da poter diventare di dominio pubblico; ciò lascia intuire che, stando alle leggi del copyright dell'India, tale traccia avrebbe dovuto avere almeno sessant'anni. Chandar aggiunse anche che gli "capitava di sentire" Johnny Johnny Yes Papa quando era bambino, e che gli anziani la ascoltavano quando erano piccoli.
A partire dalla seconda metà degli anni 2000, molti canali di intrattenimento per bambini di YouTube hanno caricato molti videoclip controversi di Johny Johny Yes Papa. Quello pubblicato da Billion Surprise Toys divenne un fenomeno di Internet nel 2018.

## Testo
Johny Johny Yes Papa segue lo schema del botta e risposta e viene cantata sulla base di Brilla, brilla la stellina: Quella qui riportata è la versione originale.
Yes papa?

Eating sugar?

No papa.

Telling lies?

No papa.

Open your mouth.

Ha ha ha!»
Sì papà?

Mangi lo zucchero?

No papà.

Dici le bugie?

No papà.

Apri la bocca.

Ha ha ha!»